# Михайловська Анна Михайлівна
Анна Михайлівна Михайловська (нар. 3 липня 1988, Москва, РРФСР, СРСР) — російська акторка театру та кіно.

## Біографія
Народилася 3 липня 1988 року в Москві. З 1995 по 2005 рік навчалася в державній загальноосвітній школі № 827 (з гімназичними і ліцейськими класами ) .
З дитинства захоплювалася хореографією і досягла значних успіхів на даному поприщі , ставши кандидатом у майстри спорту зі спортивних танців . На одному з тренувань її і помітили продюсери з « Мосфільму » , які шукали героїню для фільму «Найкрасивіша ». Аню запросили на проби і затвердили на роль Ірини , простої сільської дівчини , яка вирушає до Москви брати участь у конкурсі бальних танців.
Після зйомок у серіалі «Найкрасивіша » Аня визначилася з майбутньою професією і в 2005 році поступила у Всеросійський державний інститут кінематографії імені С. А. Герасимова , який закінчила у 2009 році.
З 2009 року - актриса Театру ім. Моссовета .
У 2008 році вийшло продовження фільму «Найкрасивіша » , де головною героїнею вже є персонаж Анни Михайлівській . Також у 2008 році в грудні Ганна дебютувала на сцені Московського драматичного театру ім. М. Н. Єрмолової у виставі «Олександр Пушкін» (режисер В. Безруков. ) , Де грає в парі з Сергієм Безруковим головну роль - Наталії Гончарової .
У серпня 2013 року вийшла заміж за Тимофія Каратаєва. 2018 року розлучилася з ним.

## Творчість

### Фільмографія
- 2005 - Найкрасивіша - Іра , дочка Нонни
- 2007 - Кадети - Катя , дівчина суворовця Трофімова
- 2007 - Закон і порядок. Відділ оперативних розслідувань - Сузана Салімова2007 - Повернення Турецького ( серія « Кінець світу» ) - Аліса
- 2007 - Єва - ангел
- 2008 - Висяки (справа № 13 « Темні джерела » ) - Ася
- 2008 - Найкрасивіша 2 - Ірина Арсеньєва / Голікова
- 2009 - Барвіха - Ксенія Завидова
- 2009-2010 - Маргоша - Наталія Єгорова
- 2011 - Розплата за любов - Юля
- 2011 - Золоті . Барвіха 2 - Ксенія Завидова
- 2011 - Метод Лаврової (серія 9,10 «Таємні знаки » ) - Марія Грибова
- 2011 - Остання хвилина , серія 3 « Визнання » - Наталія , дочка Чепуріна
- 2011 - Щастя є - Марина
- 2012 - Серце не камінь - сестра Тоні
- 2012 - Хто , якщо не я? - Римма
- 2012 - Карпов - Валерія Миколаївна Вересова, журналістка, самозвана дочка Станіслава Карпова
- 2012 - Ангел в серці - Ксенія ( в молодості )
- 2013 - Карпов. Сезон другий - Валерія Миколаївна Вересова, журналістка, самозвана дочка Станіслава Карпова
- 2013 - Молодіжка - Яна Самойлова , дружина Андрія Кисляка

### 
- 2008 — рос. Александр Пушкин (режисер В. Безруков) - Наталя Гончарова (Московський драматичний театр ім. М. М. Єрмолової)
- 2009 — рос. Полоумный Журден (М. Булгаков) — Люсіль (дипломний спектакль) (Всеросійський державний інститут кінематографії)
- 2009 — рос. Последние (М. Горький) — Вірочка (дипломний спектакль) (Всеросійський державний інститут кінематографії)
- 2009 — Три сестри (А. Чехов) — Наташа (дипломний спектакль) (Всеросійський державний інститут кінематографії)

Спектакль Кастинг-театр Мосради